# Playa Mero
Playa Mero es una playa ubicada en uno de los cayos del Parque nacional Morrocoy.
Se ubica en el punto medio del islote donde también están Playuela (al norte) y Cayo Paiclá (al sur).
Esta playa tiene como característica principal el hecho de ser muy poco concurrida debido a su difícil acceso. Sin embargo, posee cristalinas aguas y exuberante vegetación.
Se puede acceder a la misma desde Tucacas. Al llegar al muelle de embarque, es necesario atravesar 200 metros de bosque de manglar para llegar hasta la playa.

## Servicios
Dado el difícil acceso, son pocos los servicios que ofrece. Sólo unos pocos vendedores ambulantes suelen frecuentar la zona.